# Wissenschaftliche Nachrichten
Wissenschaftliche Nachrichten ist eine österreichische Wissenschaftszeitung.
Sie wird seit 1963 herausgegeben. Die Gründungsinitiative ging von der Arbeitsgemeinschaft der Physiklehrer an den allgemeinbildenden höheren Schulen in Wien aus, die auch als Herausgeber fungierten. Zu Beginn finanzierte der Hauptverband der österreichischen Sparkassen als Eigentümer und Verleger die Auflagen. Der verantwortliche Redakteur war Walter Kranzer, der ambitionierte Kolleginnen um sich scharte. Jahrzehntelang wurde die Zeitschrift gedruckt zur Lehrerfortbildung an den S II (Oberstufen) Schulen über die Landesschulräte verteilt. Durch das Sponsoring des Hauptverbands kam auch ein Abschnitt „Wirtschafts- und Sozialgeographie, Wirtschaftsinformationen“ dazu. Gegenwärtig ist das österreichische Bundesministerium für Bildung, Wissenschaft und Kultur der Zeitungsherausgeber. Der derzeitige Redakteur ist Christian Wolny.
Die Zeitschrift erschien dreimal pro Jahr und ist ein Fortbildungsorgan für Lehrer
(der Philosophie, Mathematik, naturwissenschaftlicher Fächer, Geographie und Wirtschaftskunde) an höheren Schulen gewesen. Die Zeitschrift wird aufgrund der allgemein- und populärwissenschaftlichen Artikel auch von einem breiten Publikum mit Interesse an mathematisch-naturwissenschaftlicher Bildung gelesen. Die Autoren und Fachredakteure sind meist Wissenschaftler und Professoren. Sie wurde über die Landesschulräte in jeweils mehreren Exemplaren an die Höheren Schulen (AHS = Gymnasien und BHS/BMS) verteilt
Die Wissenschaftlichen Nachrichten haben sechs Fachrubriken,
jeweils betreut von Fachredakteuren:
1. Grundwissenschaftlichen Probleme
2. Biologie und Geowissenschaften
3. Chemie
4. Mathematik (mit Aufgabenteil)
5. Physik und Astronomie
6. Wirtschafts- und Sozialgeographie, Wirtschaftsinformationen (Anm.: für Lehrkräfte des Gegenstandes Geographie und Wirtschaftskunde)

Die derzeitige Auflage beträgt 12.500 Exemplare und wurde meist im deutschsprachigen Raum sowie von Institutionen europa- und weltweit abonniert. Ab Ausgabe Nr. 142 sind die Wissenschaftlichen Nachrichten nur noch online abrufbar. Hintergrund waren Einsparungsmaßnahmen des Unterrichtsministeriums in Wien. Dank der Initiative der Unterrichtsministeriumsbibliothek wurde in der Folge auch frühere Jahrgänge der Zeitschrift eingescannt und dort ihre wertvollen Inhalte online wieder zugänglich gemacht.